# فرودگاه آبی هوپرز لیک
فرودگاه آبی هوپرز لیک (به انگلیسی: Hoopers Lake Water Aerodrome) یک فرودگاه همگانی است که یک باند فرود آب دارد. این فرودگاه در کشور کانادا قرار دارد و در ارتفاع ۳۰ متری از سطح دریا واقع شده‌است.